# لوبوش کوبیک
لوبوش کوبیک (چکی: Luboš Kubík؛ زادهٔ ۲۰ ژانویهٔ ۱۹۶۴) بازیکن سابق و مربی فوتبال اهل جمهوری چک است.
از باشگاه‌هایی که در آن بازی کرده‌است می‌توان به باشگاه فوتبال متس، باشگاه فوتبال اسلاویا پراگ، باشگاه فوتبال هرادتس کرالووه، باشگاه فوتبال فیورنتینا، اف‌سی دالاس، باشگاه فوتبال نورنبرگ، و شیکاگو فایر اشاره کرد.
وی همچنین در تیم‌های ملی فوتبال چکسلواکی و جمهوری چک بازی کرده‌است.